# Pinetops
Pinetops é uma cidade  localizada no estado norte-americano de Carolina do Norte, no Condado de Edgecombe.

## Demografia
Segundo o censo norte-americano de 2000, a sua população era de 1419 habitantes.
Em 2006, foi estimada uma população de 1307, um decréscimo de 112 (-7.9%).

## Geografia
De acordo com o United States Census Bureau tem uma área de 2,6 km², dos quais 2,6 km² cobertos por terra e 0,0 km² cobertos por água. Pinetops localiza-se a aproximadamente 32 m acima do nível do mar.

## Localidades na vizinhança
O diagrama seguinte representa as localidades num raio de 16 km ao redor de Pinetops.